# Internationale Liste mit Akteuren der Entwicklungszusammenarbeit
Dies ist eine Liste der Entwicklungsorganisationen, die regionale oder internationale Entwicklungszusammenarbeit oder Unterstützung anbieten und die in nationale und Internationale Organisationen unterteilt sind.

## National
- Australien – Australian Agency for International Development (AusAID)
- Belgien – Außenministerium, Foreign Trade and Development: Belgian Policy Plan for Development Cooperation
- Brasilien – The Brazilian Development Bank (BNDES)
- Dänemark – Außenministerium: Development Policy Section
- Europäische Union – European Commission: Development Directorate-General
- Finnland – Department for International Development Cooperation
- Frankreich – Department for International Cooperation  und French Development Agency (AfD)
- Deutschland – Bundesministerium für wirtschaftliche Zusammenarbeit und Entwicklung (BMZ), Kreditbank für Wiederaufbau (KfW), und Deutsche Gesellschaft für Internationale Zusammenarbeit (GIZ) (GmbH: Corporation for International Development Cooperation)
- Griechenland – Außenministerium
- Irland – Irish Aid
- Italien – Agenzia italiana per la cooperazione allo sviluppo (AICS)
- Japan – Außenministerium: Official Development Assistance, Japan International Cooperation Agency (JICA), und Japan Bank for International Cooperation (JBIC)
- Kanada – Canadian International Development Agency (CIDA) und International Development Research Centre (IDRC)
- Korea – Korean International Cooperation Agency
- Luxemburg – Lux-Development
- Neuseeland – New Zealand Agency for International Development (NZAid)
- Niederlande – Ministry of Development Cooperation (hat seinen eigenen Minister, ist aber Teil des Außenministeriums)
- Norwegen – Außenministerium: International Development Program und Norwegian Agency for Development Cooperation (NORAD)
- Österreich – Austrian Development Agency (ADA), Austria Wirtschaftsservice Gesellschaft (AWS)
- Portugal – Außenministerium: Cooperation for Development Program und Portuguese Cooperation Institute
- Spanien – Spanish Agency for International Cooperation (AECI)
- Schweden – Swedish International Development Cooperation Agency (SIDA)
- Schweiz – Direktion für Entwicklung und Zusammenarbeit (DEZA), Staatssekretariat für Wirtschaft (SECO)
- Vereinigtes Königreich – Department for International Development (DFID)
- Vereinigte Staaten – United States Agency for International Development(USAID) und die Inter-American Foundation(IAF)

## Multilateral oder international
- Afrikanische Entwicklungsbank
- Asiatische Entwicklungsbank
- Bank für Internationalen Zahlungsausgleich (BIS)
- Entwicklungsprogramm der Vereinten Nationen (UNDP)
- Europäische Bank für Wiederaufbau und Entwicklung (EBWE)
- Hoher Flüchtlingskommissar der Vereinten Nationen (UNHCR)
- Interamerikanische Entwicklungsbank (IDB)
- Internationale Bank für Wiederaufbau und Entwicklung (IBRD; Teil der Weltbank)
- Internationaler Fonds für landwirtschaftliche Entwicklung (IFAD)
- Internationaler Währungsfonds (IMF)
- Internationale Organisation für Migration (IOM)
- Kinderhilfswerk der Vereinten Nationen (UNICEF)
- Konferenz der Vereinten Nationen für Handel und Entwicklung (UNCTAD)
- Multilaterale Investitions-Garantie-Agentur (Teil der Weltbank)
- Organisation für wirtschaftliche Zusammenarbeit und Entwicklung (OECD)
- Umweltprogramm der Vereinten Nationen (UNEP)
- Vereinte Nationen (UN)
- Weltbank
- Welternährungsprogramm der Vereinten Nationen
- Weltgesundheitsorganisation (WHO)
- Welthandelsorganisation (WTO)

## Nichtregierungsorganisationen
- Aga Khan Development Network (AKDN)
- Agency for Technical Cooperation and Development (ACTED)